# Lehnice
Lehnice (in ungherese Lég) è un comune della Slovacchia facente parte del distretto di Dunajská Streda, nella regione di Trnava.